# Іванчов Павло Георгійович
Павло́ Гео́ргійович Іва́нчов (29 березня 1951, Закарпаття, УРСР) — український футбольний тренер, відомий за роботою у бедевлянському «Беркуті», «Калуші» та рівненському «Вересі».

## Життєпис
Павло Іванчов — уродженець Закарпаття. Першою професійною командою у тренерській кар'єрі став бедевлянський «Беркут», який Іванчов очолював протягом 1997—1998 років. Після зняття клубу зі змагань другої ліги, тренер більше року залишався без серйозної роботи, аж поки у вересні 1999 року не очолив «Калуш». Останнім професійним клубом у кар'єрі Іванчова став рівненський «Верес», у якому він працював протягом 2004–2005 років.
У 2009 році очолював аматорський клуб «Тячів», а з березня по травень 2010 року — «Говерлу» з Ясінів. Протягом тривалого часу працював тренером тячівської ДЮСШ, читав лекції для молодих арбітрів Закарпаття. Був одним із засновників та головним тренером футбольного клубу «Боржава» (Довге). У 2015 році знову очолив ФК «Тячів».